# Rochefort, Charente-Maritime

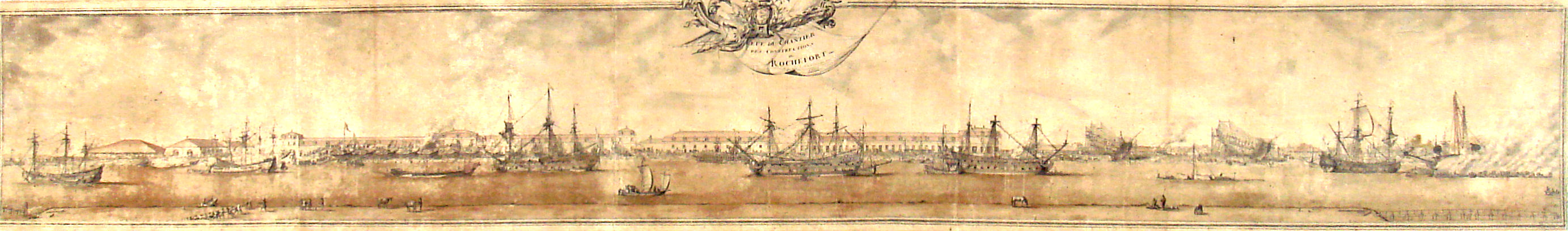
The Rochefort arsenal, in 1690.

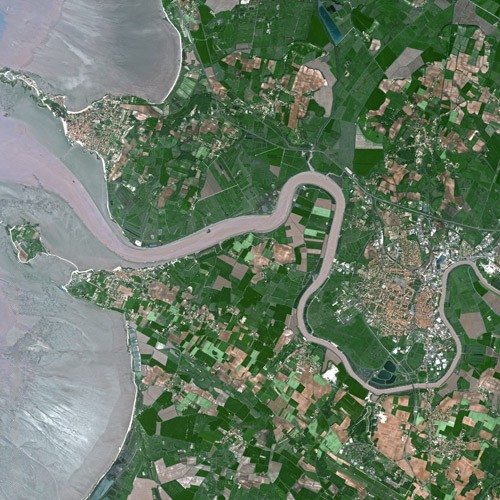
Rochefort seen from Spot Satellite

Rochefort là một xã ở tỉnh Charente-Maritime thuộc vùng Nouvelle-Aquitaine tây nam nước Pháp.

### Thành phố kết nghĩa
- Burton upon Trent, East Staffordshire, UK
- Torrelavega, Cantabria, Tây Ban Nha
- Papenburg, Lower Saxony, Đức